# M2 Bradley
M2 Bradley je americké bojové vozidlo pěchoty (Infrantry Fighting Vehicle) vyvinuté společností FMC Corporation a vyráběné společností United Defense, která se později transformovala na BAE Systems Land & Armaments. M2 Bradley tvoří spolu s průzkumnou verzí M3 Bradley rodinu Bradley Fighting Vehicle. Vozidlo bylo pojmenováno po armádním generálovi Omaru Bradleym.
Posádku Bradley tvoří tři vojáci – velitel, střelec a řidič, v prostoru pro výsadek je pak v závislosti na verzi převáženo šest až sedm plně vyzbrojených vojáků. Hlavní výzbroj tvoří 25mm kanon M242 Bushmaster. Pro boj se silně obrněnými cíli je pak vozidlo vybaveno dvojitým odpalovacím zařízením protitankových řízených střel TOW. Sekundární zbraní je koaxiálně uložený 7,62mm kulomet M240.
Hlavním uživatelem je armáda Spojených států amerických, postupně se ale zejména formou bezpečnostní asistence spojeneckým zemím rozšířila do pěti dalších armád.

## Historie
V tomto článku byl použit překlad textu z článku Bradley Fighting Vehicle na anglické Wikipedii.
Vývoj vozidla Bradley začal v roce 1963, nicméně trval téměř 20 let a v průběhu docházelo k mnoha změnám požadovaných parametrů. Z původního lehkého stroje pro přepravu kompletního pěšího družstva, vybaveného lehkou podpůrnou výzbrojí, bylo později požadováno univerzální vozidlo použitelné i pro specializovaný průzkum, následně byl doplněn požadavek na výrazně účinnější kanónovou výzbroj ve zcela uzavřené pancéřované otočné věži, požadavek na vybavení protitankovými řízenými střelami a požadavek obojživelnosti, který si vynutil výrazné přepracování pancéřové ochrany. Několikrát byl rovněž vyžadováno a následně opět rušen požadavek na výstřelné otvory / střílny umožňující převáženým vojákům vést palbu z vnitřku vozidla osobními zbraněmi, přičemž tehdy zavedené běžné pěchotní zbraně USA byly k tomuto účelu spíše nevhodné. Vyřešení všech těchto – do značné míry rozporuplných – požadavků vedlo k prodloužení vývoje a navýšení nákladů.
Hlavní myšlenkou bylo ale nakonec ve finální specifikaci nabídnout armádě vozidlo, které by dokázalo konkurovat tehdy zaváděným sovětským BMP-1 a později BMP-2, a zároveň vynikalo dostatečnou mobilitou, která by umožnila působit mu po boku tanků M1 Abrams. Hlavním americkým vozidlem této kategorie bylo totiž v té době M113 (byť to je spíše obrněný transportér), které ale bylo navrženo ještě pro operace spolu se staršími a pomalejšími tanky M60 Patton.
US Army zavedla vozidlo do výzbroje až roku 1981, kde částečně nahradila starší vozidla M113. Protože přes veškerou snahu nemohlo transportní i průzkumnou roli nakonec plnit jediné vozidlo, kromě varianty bojového vozidla pěchoty bylo vyvinuta též varianta vozidlo M3 Bradley pro ozbrojený průzkum. 
Od zahájení sériové výroby v roce 1981 do jejího ukončení roku 1995 bylo americké armádě dodáno celkem 4641 strojů M2 a 2083 vozidel M3. V roce 2020 zařadila americká armáda do výzbroje modernizovanou verzi M2A4 a také průzkumné dělostřelecké M7A4, odvozené z verze M2A4.
Americká armáda v současnosti v rámci programu Optionally Manned Fighting Vehicle hledá za M2 Bradley náhradu.

## Uživatelé

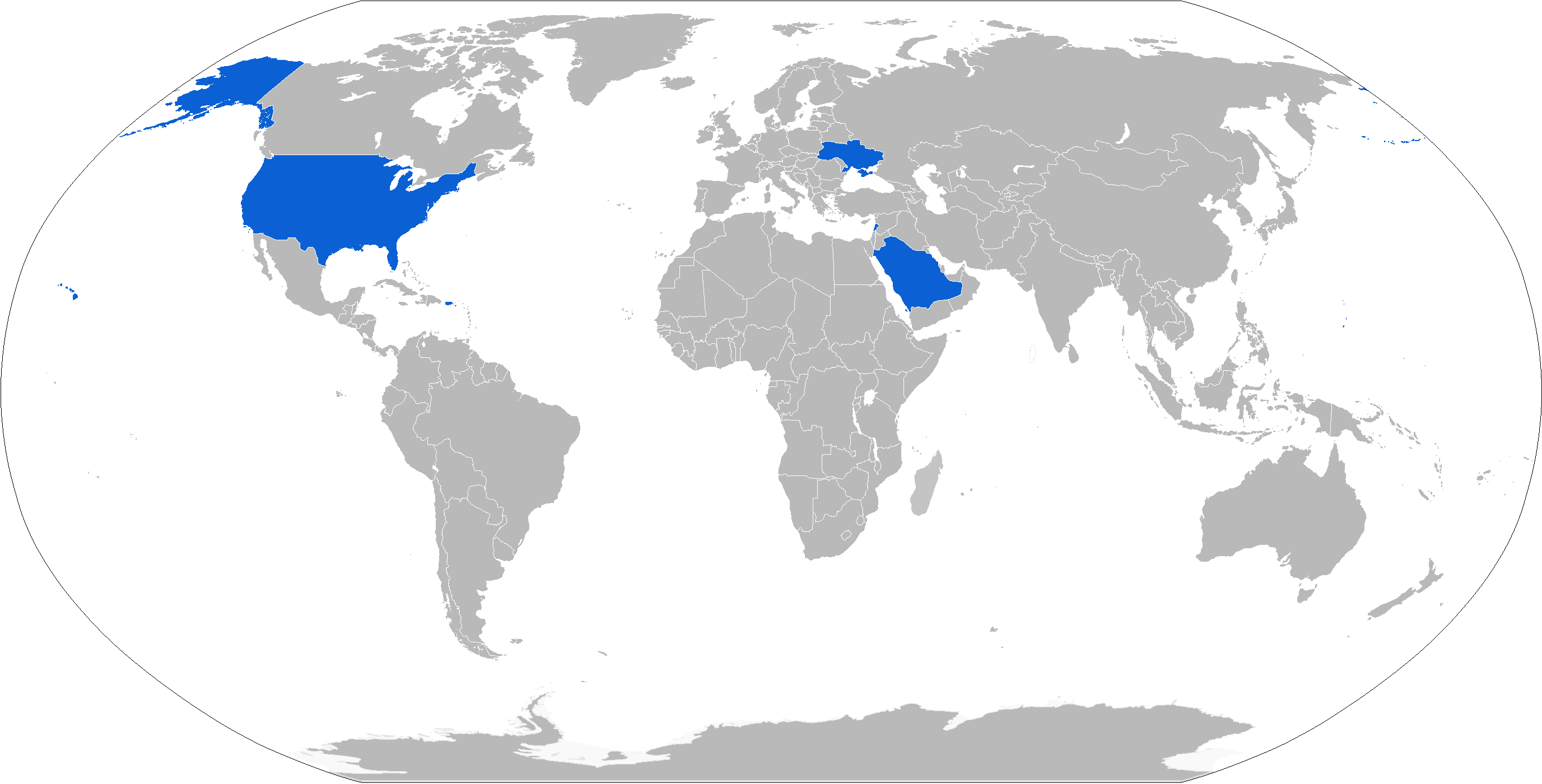
Přehled provozovatelů M2

V letech 1991 až 1994 odkoupila Saúdská Arábie 400 kusů. Další zahraniční uživatelé dostali Bradley zdarma v rámci programu Excess Defense Articles: roku 2017 35 kusů Libanon, roku 2019 84 kusů Chorvatsko a roku 2020 dohodlo Řecko převedení 350 kusů. Během let 2023 a 2024 obdržela přes 300 kusů varianty M2A2 ODS-SA Ukrajina v rámci americké pomoci proti ruské agresi.
 USA
- Armáda Spojených států amerických

 Chorvatsko
- Chorvatské pozemní síly – 84 kusů [2]

 Saúdská Arábie
- Královské saúdské pozemní síly – 400 kusů [2]

 Libanon
- Libanonské ozbrojené síly – 35 kusů [2]

 Řecko
- Řecká armáda – 350 kusů verze M2A2 [2]

 Ukrajina
- Ukrajinské pozemní síly – Ukrajině bylo od 6. ledna 2023 postupně dodáno Spojenými státy přes 300 ks Bradley ve verzi M2A2 ODS-SA a 4 ks M7 Bradley Fire Support Team Vehicle.[3] Dle nezávislého webu Oryx ztratila Ukrajina k červnu 2025 dle volně dostupné fotodokumentace nejméně 93 Bradleyů, dalších 72 bylo poškozeno či opuštěno a 12 ukořistěno Rusy.[4]